# 小行星4196
小行星4196（英語：4196 Shuya）是一颗围绕太阳公转的小行星。1982年9月16日，柳德米拉·切爾尼赫在克里米亚发现了此天体。
这颗小行星的绝对星等为197.5120289864853等。